# Zaleptiolus laevipes
Zaleptiolus laevipes is een hooiwagen uit de familie Sclerosomatidae.